# Alec Kessler
Alec Christopher Kessler (Minneapolis, 13 gennaio 1967 – Gulf Breeze, 13 ottobre 2007) è stato un cestista statunitense, professionista nella NBA e in Italia. Al termine della carriera sportiva diventò chirurgo.

## Carriera
Venne selezionato dagli Houston Rockets al primo giro del Draft NBA 1990 (12ª scelta assoluta).

## Statistiche

### College
| Anno      | Squadra          | PG  | PT | MP   | TC%  | 3P%  | TL%  | RP   | AP  | PRP | SP  | PP   |
| --------- | ---------------- | --- | -- | ---- | ---- | ---- | ---- | ---- | --- | --- | --- | ---- |
| 1986-1987 | Georgia Bulldogs | 28  | 0  | 15,0 | 61,8 | -    | 71,4 | 3,4  | 0,3 | 0,4 | 0,1 | 5,0  |
| 1987-1988 | Georgia Bulldogs | 35  | -  | 30,8 | 49,2 | -    | 78,7 | 5,6  | 0,7 | 0,5 | 0,6 | 12,6 |
| 1988-1989 | Georgia Bulldogs | 31  | -  | 31,7 | 48,7 | 0,0  | 75,9 | 9,7  | 1,4 | 0,7 | 0,2 | 19,2 |
| 1989-1990 | Georgia Bulldogs | 29  | -  | 33,4 | 49,1 | 42,9 | 75,7 | 10,3 | 1,3 | 0,7 | 0,5 | 21,0 |
| Carriera  | Carriera         | 123 | 0  | 28,1 | 49,9 | 41,7 | 76,3 | 7,3  | 0,9 | 0,6 | 0,4 | 14,5 |

### NBA

#### Regular season
| Anno      | Squadra    | PG  | PT | MP   | TC%  | 3P%  | TL%  | RP  | AP  | PRP | SP  | PP  |
| --------- | ---------- | --- | -- | ---- | ---- | ---- | ---- | --- | --- | --- | --- | --- |
| 1990-1991 | Miami Heat | 78  | 18 | 16,1 | 42,5 | 0,0  | 67,2 | 4,3 | 0,4 | 0,2 | 0,3 | 6,2 |
| 1991-1992 | Miami Heat | 77  | 4  | 15,5 | 41,3 | -    | 81,7 | 4,1 | 0,4 | 0,2 | 0,4 | 5,3 |
| 1992-1993 | Miami Heat | 40  | 2  | 10,4 | 46,7 | 45,5 | 76,6 | 2,3 | 0,4 | 0,1 | 0,3 | 3,9 |
| 1993-1994 | Miami Heat | 15  | 0  | 4,4  | 44,0 | 55,6 | 75,0 | 0,7 | 0,1 | 0,1 | 0,1 | 2,2 |
| Carriera  | Carriera   | 210 | 24 | 14,0 | 42,6 | 41,7 | 74,4 | 3,6 | 0,4 | 0,2 | 0,3 | 5,2 |

#### Play-off
| Anno     | Squadra    | PG | PT | MP  | TC% | 3P% | TL% | RP  | AP  | PRP | SP  | PP  |
| -------- | ---------- | -- | -- | --- | --- | --- | --- | --- | --- | --- | --- | --- |
| 1992     | Miami Heat | 2  | 0  | 6,0 | 0,0 | -   | 100 | 0,5 | 0,0 | 0,0 | 0,0 | 1,0 |
| Carriera | Carriera   | 2  | 0  | 6,0 | 0,0 | -   | 100 | 0,5 | 0,0 | 0,0 | 0,0 | 1,0 |